# Евхерий Лионский
Евхерий Лионский (фр. Eucher de Lyon; 380, Лион, преторианская префектура Галлии — 449, Лион, Западная Римская империя) — архиепископ лионский, духовный писатель
; католический святой.

## Биография
Евхерий родился в 380 году в городе Лионе; получил блестящее по тем временам образование; имел семью — жену Галлу и детей Салония Женевского и Верана из Ванса.
Нашествие вождя и первого короля вестготов Алариха I в 409—410 гг. произвело на Евхерия гнетущее впечатление (варварами были уничтожены все произведения искусства; Аларих пощадил лишь церкви и священную утварь) и после смерти своей жены Галлы (которая очевидно тоже стала жертвой жестоких вестготов), Евхериус удалился со своими сыновьями Вераном и Салониусом на время в Леринское аббатство — католический монастырь на острове Сент-Онора (Леринские острова) у побережья Канн, что было обычным явлением в V веке. Там он жил строгой простой жизнью, посвятив себя воспитанию и образованию своих сыновей. 
Вскоре после этого он удалился дальше, на соседний остров Лерона (ныне Сент-Маргерит), где посвятил свое время изучению Священного Писания и умерщвлению плоти. С мыслью, что он мог бы присоединиться к отшельникам в пустынях Ближнего Востока, он посоветовался с монахом Иоанном Кассианом, знаменитым отшельником, прибывшим с Востока в Марсель. Кассиан посвятил второй набор своих Collationes (№№ 11–17) Евхериусу и Гонорату, основателям Лерин. В них описывается повседневная жизнь отшельников египетской Фиваиды и обсуждаются важные темы благодати, свободы воли и Священного Писания.
Подражая аскетическому образу жизни египетских отшельников, Евхерий поддерживал связь с людьми, известными своей ученостью и благочестием: Кассианом, Гоноратом, Иларием Арелатским, Клавдианом Мамертом, Агроэцием (который посвятил ему книгу) и Сидонием Аполлинарием. Слава Евхерия вскоре настолько распространилась по юго-восточной Галлии, что в 434 году он был избран архиепископом Лиона. Достоверно известно, что он присутствовал на Первом Оранжском соборе в качестве митрополита Лиона в 441 году и сохранял эту должность до самой смерти.
В пособие для преподавания в Епископской школе Евхерий написал две книги: «Наставления» («Instructiones») и «Книгу формул духовного разумения» («Liber formularum spiritualis intelligentiae»). Согласно «ЭСБЕ», Евхерий «принадлежит к числу лучших из поздних латинских писателей». Лучшими его сочинениями считаются «Похвала пустыни» и «Увещание Валериану о презрении мира и светской философии». Ему же принадлежит «Страдание агаунских мучеников, св. Мавриция и бывших с ним». Помимо того он написал множество проповедей. Евхерий скончался около 454 года.